# Chřástal rezavý
Chřástal rezavý (Aphanapteryx bonasia) je vyhynulý druh nelétavého chřástala, který byl endemickým obyvatelem ostrova Mauricius.
Podle dochovaných popisů se stavbou těla podobal kivimu. Byl vysoký okolo 50 cm, měl zakrnělá křídla a ocas, tenké nohy, jemné a dlouhé rezavě zbarvené peří, tvořící v týlu malou chocholku, a dlouhý lehce zahnutý zobák. Žil v hejnech, obýval vlhké lesy a živil se převážně drobnými měkkýši a dalšími bezobratlými živočichy.
Po příchodu Nizozemců na ostrov roku 1598 byl chřástal rezavý loven jako potrava, jeho maso bylo podle dobových svědectví velmi chutné. Vzhledem k tomu, že neměl žádné predátory, byl důvěřivý a zvědavý, údajně se dal snadno nalákat na červenou barvu. Jeden odchycený exemplář se dostal do menažerie Rudolfa II., kde roku 1610 pořídil jeho vyobrazení Jacob Hoefnagel. Pták je také zachycen na obraze Jacopa Bassana Archa Noemova, ve svých zápiscích se o něm zmiňuje i cestovatel Peter Mundy, který Mauricius navštívil roku 1638. Chřástal rezavý vyhynul koncem 17. století v důsledku jak intenzivního lovu, tak plenění hnízd invazivními druhy, především prasaty a kočkami.
Jeho nejbližším příbuzným byl o něco později rovněž vyhubený chřástal Leguatův, který žil na sousedním ostrově Rodrigues.